# Sevil Shhaideh
Sevil Shhaideh (n. 4 decembrie 1964, Constanța, România; născută Sevil Geambec) este o politiciană română de etnie tătară, membră a Partidului Social Democrat, care a făcut parte din Guvernul Ponta (4). Este strănepoată după mamă a cunoscutului istoric turc născut în România, Kemal Karpat.
A absolvit Academia de Studii Economice, Facultatea de Planificare Economică și Cibernetică în 1987. Este căsătorită din 2011 cu sirianul Akram Shhaideh, aceasta fiind a doua ei căsătorie.
La 21 decembrie 2016 Sevil Shhaideh a fost prima propunere făcută de președintele PSD, Liviu Dragnea, pentru funcția de prim-ministru al României, propunere refuzată de președintele Klaus Iohannis la 27 decembrie 2016.
Liviu Dragnea a declarat că Sevil Shhaideh a fost singura din partid în care a avut încredere că poate pune în aplicare programul de guvernare cu care formațiunea a câștigat alegerile, el arătând că aceasta va beneficia de un sprijin efectiv atât din partea sa, cât și a PSD.

## Controverse
Pe 27 iunie 2018 Sevil Shhaideh a fost trimisă în judecată de DNA pentru abuz în serviciu cu consecințe deosebit de grave.  Pe 21 februarie 2023 acesta a fost achitată definitiv de Curtea de Apel București în acest dosar.